# GNU Archimedes
Archimedesはエンジニアがサブミクロンおよびメソスコピック半導体デバイスを設計・シミュレートするために使用するTCADパッケージである。Archimedesは自由ソフトウェアであり、GPLの下でコピー、変更、再配布できる。Archimedesはアンサンブルモンテカルロ法（英語版）を使用し、シリコン、ゲルマニウム、GaAs、InSb、AlSb、AlAs、AlxInxSb、AlxIn(1-x)Sb、AlP、GaP、GaSb、InPおよびそれらの化合物(III-V半導体材料)、シリコン酸化物における電子と重い正孔の物理的効果と輸送をシミュレートできる。印加された、セルフコンシステントな静電場および磁場はポアソン方程式とファラデー方程式で処理される。
GNUプロジェクトは2012年5月にソフトウェアパッケージAeneasをArchimedesに置き換え、これをモンテカルロ半導体デバイスシミュレーション用のGNUパッケージとすることを発表した。

## 概要
Archimedesは2005年にGPLの下でリリースされた半導体デバイスシミュレーション用のGNUパッケージである。このパッケージはJean Michel Sellierによって作成され、それ以来彼がこのプロジェクトのリーダーかつ主要な開発者である。このパッケージは自由ソフトウェアであるため、GPLの下でコピー、変更、再配布できる。
ArchimedesはTCADソフトウェアとしてよく知られており、技術的に関連する製品の開発を支援するために利用されるツールである。特に、このパッケージはエンジニアがサブミクロンおよびメソスコピック半導体デバイスを設計・シミュレーションするのを支援する。将来のバージョンでは、ArchimedesはWigner Monte Carlo形式を使用してナノデバイスをシミュレーションすることも可能であり、実験的なリリースが存在する。現在、Archimedesはシミュレーションおよび製造目的でいくつかの大企業で使用されている。
Archimedesは誰でもソースにアクセスして変更・テストできるため、教育目的にも役立つ。現在、世界中の数百の大学で教育コースに使用されており、さらに学生向けに開発された簡易バージョンがnanoHUB.orgで入手可能である。
エンサンブルモンテカルロ法（英語版）はArchimedesがデバイスの動作をシミュレーションおよび予測するために使用する方法である。モンテカルロ法は非常に安定しており信頼性が高いため、Archimedesを使用するとデバイスが構築される前からその特性を把握できる。
デバイスの物理特性と形状はスクリプトで簡単に記述できるため、Archimedesは非常に一般的な半導体デバイスのシミュレーションにおいて強力なツールとなる。
Archimedesはシリコン、ゲルマニウム、GaAs、InSb、AlSb、AlAs、AlxInxSb、AlxIn(1-x)Sb、AlP、GaP、GaSb、InPおよびそれらの化合物(III-V半導体材料)、シリコン酸化物における電子と重い正孔のさまざまな物理効果と輸送、ポアソン方程式およびファラデー方程式による印加されたセルフコンシステントな静電場や磁場をシミュレートできる。また、ヘテロ構造も処理可能である。